# Diocesi di Anagni-Alatri

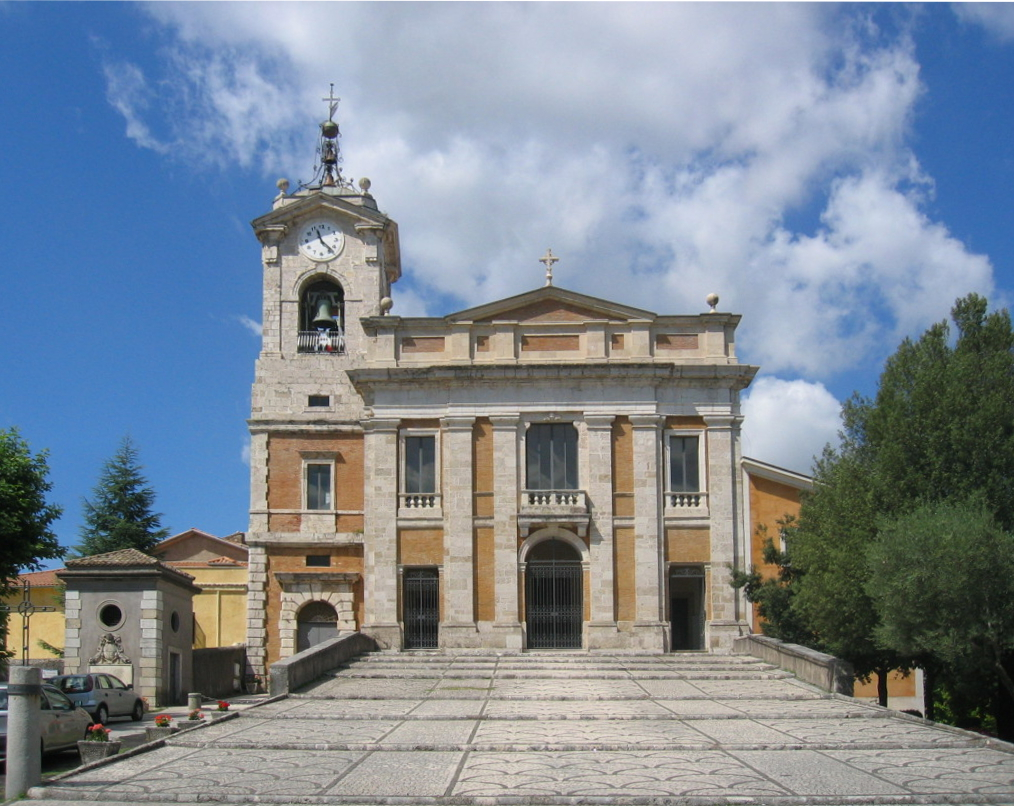
La concattedrale di San Paolo ad Alatri.

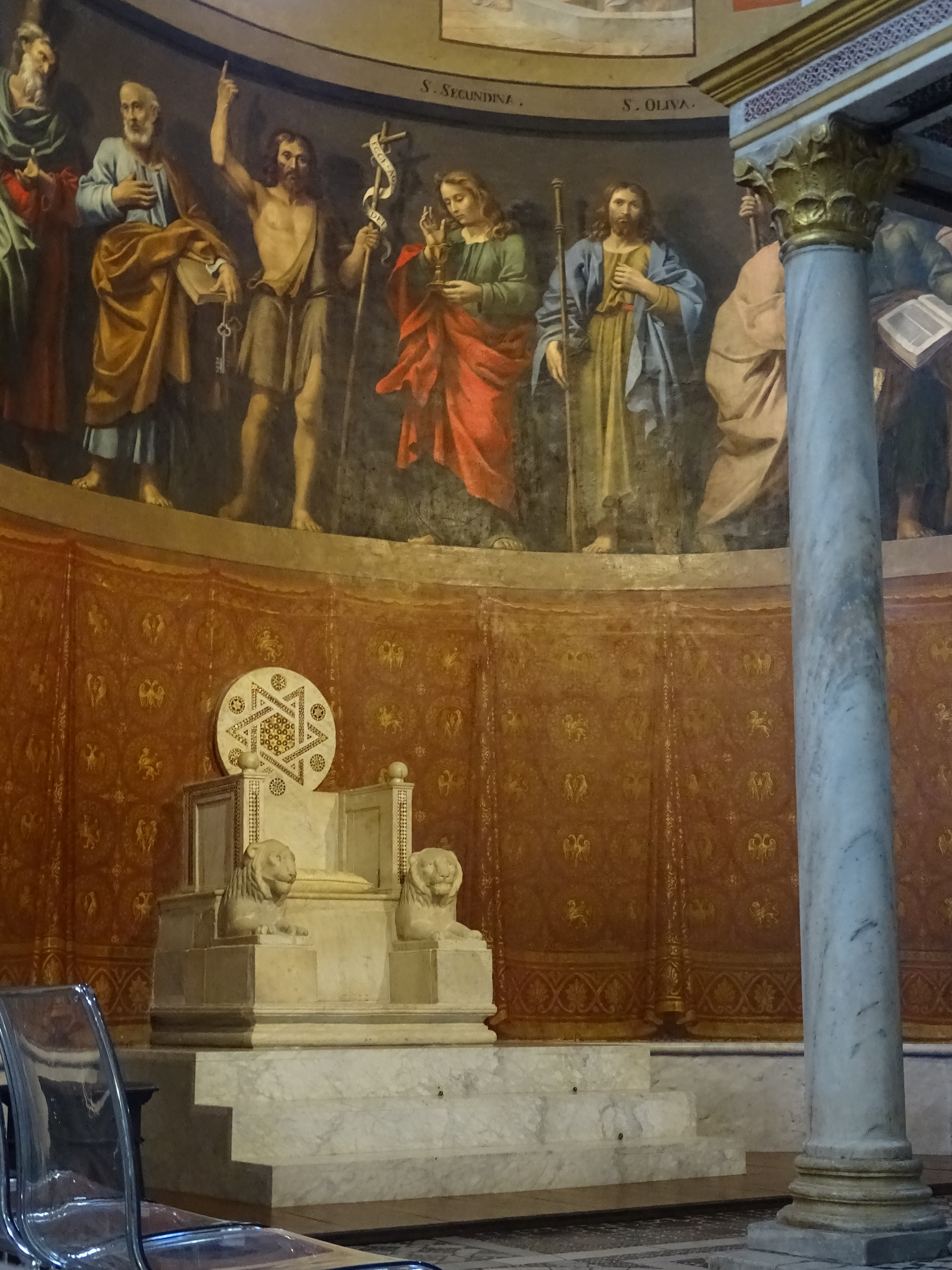
La cattedra nella cattedrale di Santa Maria Annunziata ad Anagni.

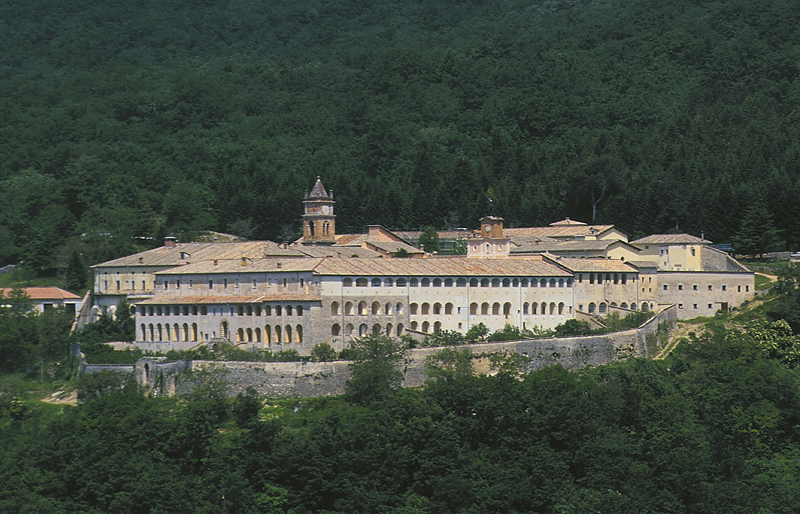
La certosa di Trisulti.

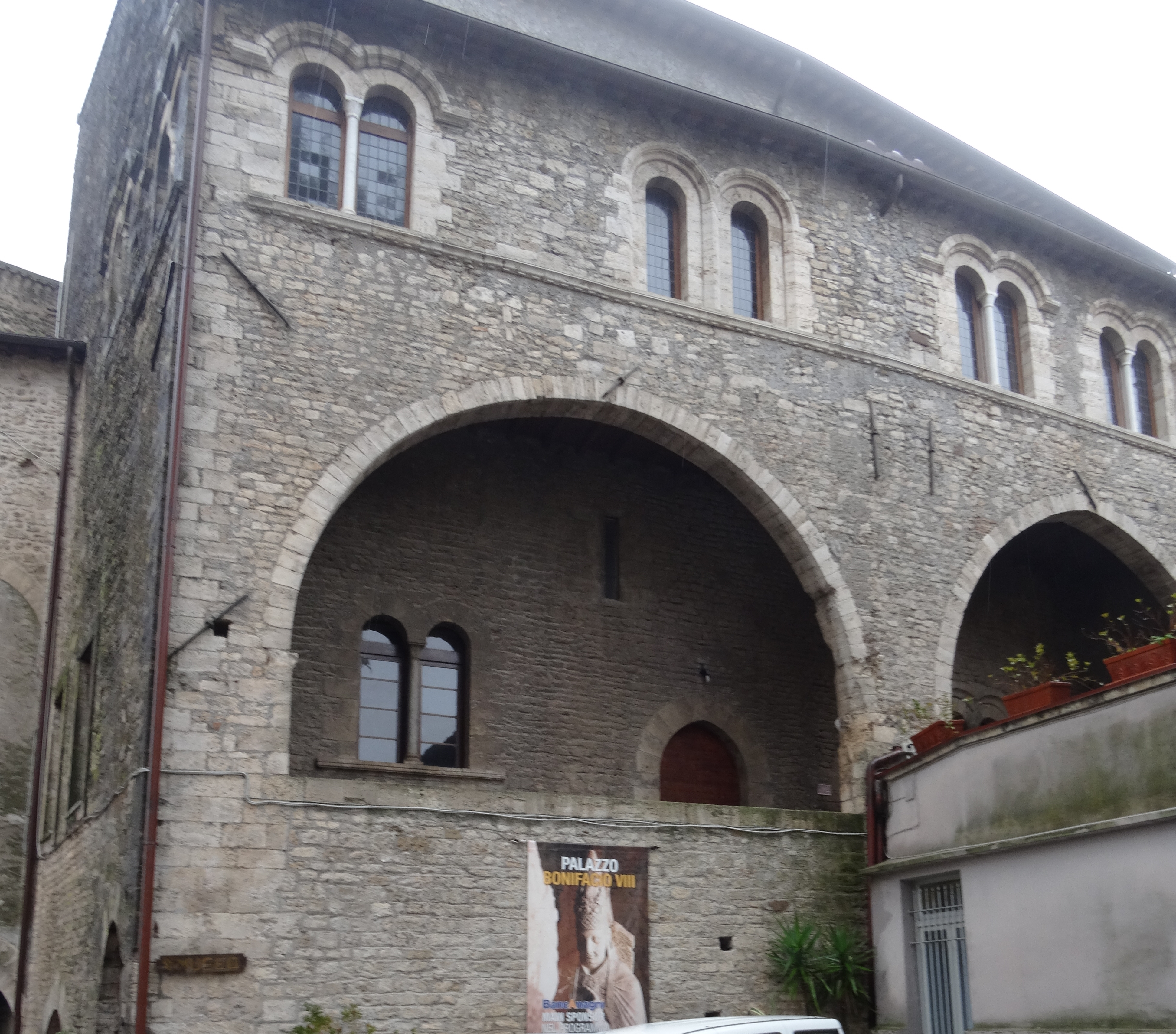
Il palazzo dei papi di Anagni.

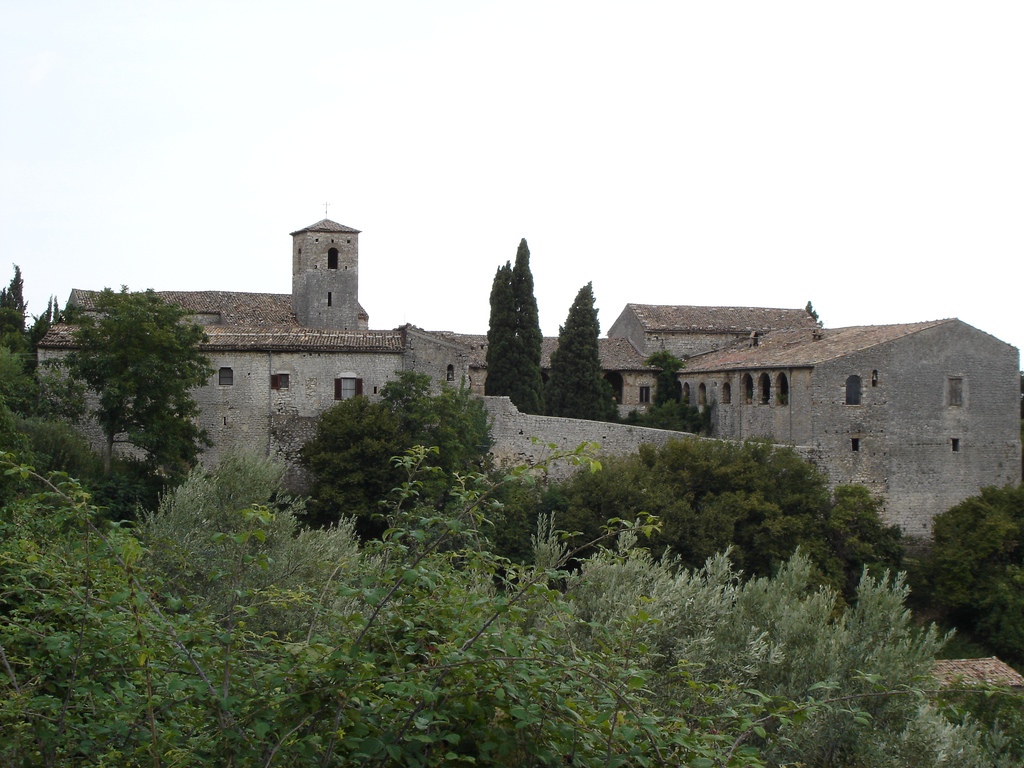
Il monastero di San Sebastiano nei pressi di Alatri.

La diocesi di Anagni-Alatri (in latino Dioecesis Anagnina-Alatrina) è una sede della Chiesa cattolica in Italia immediatamente soggetta alla Santa Sede appartenente alla regione ecclesiastica Lazio. Nel 2023 contava 88.900 battezzati su 91.204 abitanti. La sede è vacante, in attesa che l'arcivescovo, titolo personale, eletto Santo Marcianò ne prenda possesso.

## Territorio
La diocesi comprende, oltre alle città di Alatri e Anagni, vari comuni compresi nella provincia di Frosinone (Trevi nel Lazio, Fiuggi, Piglio, Fumone, Acuto, Filettino, Morolo, Sgurgola, Torre Cajetani, Trivigliano, Vico nel Lazio, Guarcino, Collepardo) e, in misura minore, nella città metropolitana di Roma Capitale (Carpineto Romano, Gorga, Vallepietra). Appartiene alla diocesi inoltre la località di Porciano, frazione di Ferentino e un tempo comune autonomo.
Sede vescovile è la città di Anagni, dove si trova la cattedrale di Santa Maria Annunziata. Ad Alatri, invece, sorge la concattedrale di San Paolo.

### Parrocchie e foranie
Il territorio si estende su 787 km² ed è suddiviso in 56 parrocchie, raggruppate in 3 foranie: Anagni, Alatri e Fiuggi.

#### Forania di Anagni
La forania comprende 18 parrocchie nei seguenti comuni:
- Anagni: Cattedrale Santa Maria Annunziata, Santa Maria Imperatrice, Sant'Angelo, Sant'Andrea Apostolo, San Paolo in San Giacomo, San Giovanni de Duce, Santi Pancrazio-Cosma-Damiano, San Giuseppe, San Francesco, Santi Filippo e Giacomo, Santa Maria della Pietà;
- Carpineto Romano: Sacro Cuore, San Giacomo, San Leone Magno;
- Gorga: San Michele Arcangelo;
- Morolo: Santa Maria Assunta, San Pietro;
- Sgurgola: Santa Maria Assunta.

Nel territorio di Anagni, la chiesa di San Giovanni de Duce è l'unica a non essere gestita da sacerdoti diocesani, infatti l'antica parrocchia fa riferimento all'Ordine dei chierici regolari minori di San Francesco Caracciolo.

#### Forania di Alatri
La forania comprende 22 parrocchie nei seguenti comuni:
- Alatri: Concattedrale San Paolo Apostolo, Santa Maria del Carmine, Santissimo Salvatore e San Lorenzo, Immacolata Concezione, Santa Maria Maggiore, San Silvestro, Santo Stefano, Santa Maria della Mercede, Sant'Emidio, Maria Santissima Regina, Santa Famiglia, Maria Santissima del Rosario, Maria Santissima Addolorata, Cuore Immacolato di Maria, San Valentino;
- Collepardo: Santissimo Salvatore;
- Fumone: Santa Maria Annunziata, San Pietro Celestino e San Paolo VI (eretta ad aprile 2021);
- Guarcino: San Nicola Vescovo, San Michele Arcangelo;
- Vico nel Lazio: San Michele Arcangelo, Santa Maria Goretti.

#### Forania di Fiuggi
La forania comprende 16 parrocchie nei seguenti comuni:
- Fiuggi: San Pietro Apostolo, Santa Maria del Colle, Santo Stefano Protomartire, Santa Teresa del Bambino Gesù, Regina Pacis;
- Acuto: Santa Maria Assunta, San Pietro;
- Filettino: Santa Maria Assunta;
- Piglio: San Giovanni Battista, Santa Maria Assunta;
- Porciano (Ferentino): Cristo Re;
- Torre Cajetani: Santa Maria Assunta;
- Trevi nel Lazio: Santa Maria Assunta, Beata Vergine Maria Refugium Peccatorum;
- Trivigliano: Santa Maria Assunta;
- Vallepietra: San Giovanni Evangelista.

### Santuari
La diocesi comprende i seguenti santuari:
- Santuario della Santissima Trinità di Vallepietra
- Santuario della Madonna della Libera di Alatri
- Santuario della Madonna della Neve di Guarcino
- Santuario della Madonna delle Grazie di Guarcino
- Santuario della Madonna della Stella di Porciano (Ferentino)
- Santuario della Madonna delle Cese di Collepardo
- Santuario della Madonna delle Rose di Piglio
- Santuario della Madonna del Piano di Morolo
- Santuario della Madonna del Popolo di Carpineto Romano

## Storia
L'odierna diocesi è frutto della piena unione, stabilita nel 1986, di due antiche diocesi: Anagni, attestata dal V secolo, e Alatri, i cui primi vescovi sono documentati nel VI secolo.

### Alatri
La vicinanza della città di Alatri a Roma suggerisce che il cristianesimo sia giunto nei primi secoli dopo Cristo, anche se non ci sono prove della tradizione locale circa una sua origine apostolica. Il primo vescovo noto di Alatri è Pascasio, che seguì papa Vigilio a Costantinopoli in occasione dello scisma tricapitolino: è tra i firmatari dell'atto con cui il papa, il 14 agosto 551, pronunciò la condanna di Teodoro Askida, vescovo di Cesarea di Cappadocia; la sua firma si trova anche in calce al Constitutum di papa Vigilio del 553, con il quale il pontefice si espresse sulla questione dei Tre Capitoli.
Relativamente ridotto è il numero dei vescovi alatrini conosciuti per il primo millennio, la maggior parte dei quali prese parte ai sinodi convocati a Roma dai pontefici. Il primo di questi è Saturnino, che fu presente al sinodo del 680 con cui papa Agatone condannò nuovamente l'eresia monotelita.
Importanti siti monastici attestano l'antichità della presenza religiosa nel territorio alatrino. Dalle lettere di Gregorio Magno (590-604) si evince la presenza di un cenobio in Campaniae partibus fondato dal patrizio Liberio verso la metà del VI secolo, che alcuni autori identificano con il monastero di San Sebastiano, situato a pochi chilometri da Alatri. Ben più significativa la fondazione di un monastero benedettino ad opera di Domenico di Sora sul finire del X secolo nei pressi del sito dove, nel 1204, fu fondata dai cistercensi la certosa di Trisulti. A Guarcino venne fondata una delle più antiche comunità religiose del territorio, il monastero delle benedettine di San Luca, che nel XVI secolo si trasferirono nel centro di Alatri.
Importante fu la traslazione nella cattedrale di Alatri delle reliquie di san Sisto I papa, avvenuta nel 1132. Persasi la loro memoria nel corso del tempo, furono riscoperte nel 1584; papa Giovanni Paolo II visitò la comunità alatrina nel IV centenario del ritrovamento delle reliquie di san Sisto nel 1984. Ad Alatri è pure legato il fatto prodigioso avvenuto nel 1228, noto come miracolo eucaristico di Alatri, in cui un'ostia consacrata si sarebbe trasformata in carne, tuttora conservata nella cattedrale di Alatri.
Nella chiesa di Santa Maria Maggiore di Alatri è custodita una statua lignea della Madonna, splendido esempio di arte romanica del XII secolo.
Nel Cinquecento si segnala la presenza sulla cattedra alatrina del vescovo Ignazio Danti (1583-1586), noto cosmografo e matematico dell'epoca, membro della commissione che preparò la riforma del calendario gregoriano; nel 1584 celebrò il primo sinodo diocesano per l'attuazione della riforma voluta dal Concilio di Trento, impegnandosi soprattutto nella riforma del laicato e delle confraternite. Più laboriosa fu l'istituzione del seminario; dopo alcuni primi tentativi falliti, fu eretto stabilmente nel 1684 dal vescovo Stefano Ghirardelli (1683-1708). Benemerita istituzione cittadina fu la scuola aperta nel 1729 dagli scolopi, ininterrottamente presenti ad Alatri fino al 1970.
All'inizio dell'Ottocento, per la sua opposizione all'occupazione francese, il vescovo Giuseppe della Casa (1802-1818) venne deportato in Francia.
Al momento della plena unione con Anagni nel 1986, la diocesi comprendeva i comuni di Alatri, Collepardo, Fumone, Guarcino, Torre Cajetani, Trivigliano e Vico nel Lazio.

### Anagni
Alla diocesi di Anagni la tradizione locale attribuisce un'origine apostolica, espressa nella vita di san Pietro di Anagni (XII secolo) con le parole «fundatam primitus apostolicis fundamentis». Testimonianze archeologiche sembrano attestare una presenza cristiana organizzata nel territorio anagnino almeno dal IV secolo.
La diocesi di Anagni è attestata per la prima volta nella seconda metà del V secolo, quando il vescovo Felice fu presente al concilio lateranense convocato nel 487 da papa Felice III. A lui succede il vescovo Fortunato, che prese parte ai concili indetti da papa Simmaco tra il 499 e il 502.
Nell'Alto Medioevo Anagni rientrò nel patrimonio fondiario pontificio e i papi riconobbero ai suoi vescovi speciale considerazione. Zaccaria di Anagni fu legato di papa Nicola I al sinodo di Costantinopoli dell'861, in cui si decise della validità dell'elezione di Fozio al patriarcato. Nell'896 il vescovo Stefano di Anagni divenne papa con il nome di Stefano VI.
Mentre papa Alessandro II era presente ad Anagni, avvenne nel 1062 l'elezione del vescovo Pietro di Salerno, canonizzato nel 1110, a cui si deve il rifacimento dell'antica cattedrale anagnina. Durante il suo episcopato, nel 1088, fu ratificata da papa Urbano II l'unione della diocesi di Treba con quella di Anagni, ai cui vescovi era già stata data in amministrazione dai papi precedenti.
Nel XII e XIII secolo in più occasioni Anagni vide la presenza o divenne la dimora dei pontefici romani. Adriano IV vi morì nel 1159 e Lucio III (1181-1185) vi risiedette diverse volte. Papa Alessandro III si rifugiò in Anagni per sfuggire a Federico Barbarossa e fu proprio dalla cattedrale di Anagni che nel 1160 scomunicò Federico Barbarossa e l'antipapa Vittore IV sostenuto dall'imperatore; lo stesso pontefice ad Anagni canonizzò Bernardo di Chiaravalle nel 1174, stipulò il cosiddetto Pactum anagninum nel 1176 e consacrò la cattedrale nel 1179. Diversi papi ebbero forti legami con Anagni: Innocenzo III (1198-1216); Gregorio IX (1227-41), già canonico della cattedrale, che pose la diocesi sotto l'immediata soggezione della Santa Sede; Innocenzo IV (1243-54), che fu eletto papa nel palazzo dei canonici di Anagni; Alessandro IV (1254-61), anch'egli membro del capitolo dei canonici, che ricompensò elevando a 24 i suoi membri, e che canonizzò santa Chiara nella cripta della cattedrale; e infine Bonifacio VIII (1294-1303), noto per l'episodio passato alla storia con il nome di "schiaffo di Anagni". Tutti questi papi elargirono ampi benefici a favore della Chiesa e della cattedrale anagnina.
Thomas Becket fu canonizzato da Alessandro III nella vicina Segni. Lo stesso papa fece erigere nella Cattedrale una cappella in suo onore che oggi presenta un ciclo pittorico dell'epoca; la cappella è divenuta successivamente il luogo di sepoltura dei canonici. Nella stessa cattedrale è conservato un cofanetto reliquiario in smalti di Limoges che rappresenta l'uccisione del santo inglese.
Nel Cinquecento diversi cardinali si succedettero sulla cattedra di Anagni. Nella seconda metà del secolo, i vescovi cominciarono ad applicare le normative di riforma del Concilio di Trento. Gaspare Viviani (1579-1605) celebrò il primo sinodo diocesano e per primo fece la visita ad limina a Roma. Il successore Antonio Seneca (1607-1626) fondò il seminario nel 1608.
Nel Seicento i problemi di giurisdizione tra varie diocesi con la vicina e potente abbazia di Subiaco furono risolti con una serie di transazioni, approvate dai pontefici; nel 1639 la diocesi di Anagni cedette all'abbazia i territori di Jenne e di Trevi, sui quali Subiaco ebbe autonoma e sovrana giurisdizione; tale transazione fu approvata da papa Urbano VIII il 21 luglio 1639.
«All'inizio del XVIII secolo la diocesi comprendeva una decina di località per un totale di ventisei parrocchie (sei nel capoluogo), i cui 12.500 abitanti contavano su 119 sacerdoti».
Con la fine dell'occupazione francese, il vescovo Gioacchino Tosi fu sospeso dalle sue funzioni e costretto a dimettersi per aver prestato il giuramento di fedeltà all'Impero (1815); la diocesi rimase vacante per oltre vent'anni, durante i quali fu gestita da amministratori apostolici.
Nel 1897 papa Leone XIII, originario della diocesi, fondò ad Anagni il Pontificio Collegio Leoniano, affidandone la responsabilità ai padri della Compagnia di Gesù, che mantennero la gestione fino al 1984. Con Pio X divenne seminario per la formazione dei sacerdoti delle diocesi del Lazio. Dal 1931 è divenuto seminario regionale per il Lazio meridionale e per le sedi suburbicarie.

### Anagni-Alatri
Il 30 novembre 1972 Vittorio Ottaviani, già vescovo di Alatri, fu nominato anche vescovo di Anagni, unendo così in persona episcopi le due diocesi, che rimasero unite anche con il successivo vescovo Umberto Florenzani.
Il 2 settembre 1984 papa Giovanni Paolo II si recò in visita pastorale nella città di Alatri, mentre il 31 agosto 1986 visitò la città di Anagni.
Il 30 settembre 1986, in forza del decreto Instantibus votis della Congregazione per i vescovi, le due sedi sono state fuse in una sola diocesi con il nome attuale di Anagni-Alatri.
Il 16 luglio 2002 la diocesi si ingrandì con il territorio delle parrocchie del comune di Trevi nel Lazio, appartenute in precedenza all'abbazia territoriale di Subiaco.
Dal 10 novembre 2022 è unita in persona episcopi alla diocesi di Frosinone-Veroli-Ferentino.

## Cronotassi dei vescovi
Si omettono i periodi di sede vacante non superiori ai 2 anni o non storicamente accertati.

### Vescovi di Alatri
- Pascasio † (prima del 551 - dopo il 553)[16]
- Saturnino † (menzionato nel 680)
- Vitale † (menzionato nel 721)
- Saburro † (menzionato nel 743)[17]
- Leontolo † (menzionato nel 761)[18]
- Leonino † (menzionato nel 769)[19]
- Leone I † (prima dell'853 - dopo l'871)
- Giovanni I † (menzionato nell'875)
- Lucido † (menzionato nell'898)
- Giovanni II † (menzionato nel 920)
- Leone II † (menzionato nel 930)
- Anonimo (Ildebrando?) † (menzionato nel 963)[20]
- Giovanni III † (menzionato nel 1015)
- Giovanni IV † (menzionato nel 1059)
- Adamo I † (prima del 1074 - dopo il 1080)[21]
- Lamberto † (prima del 1090 - dopo il 1101 o il 1108)[22]
- Adamo II ? † (al tempo di papa Pasquale II)[23]
- Crescenzio I † (menzionato nel 1113)[24]
- Pietro † (menzionato nel 1132)
- Michele † (prima del 1142 - dopo il 1149)
- Adinolfo † (prima del 1152 - dopo il 1159)
- Leone III † (prima del 1179 - circa 1192 deceduto)
- Taddeo † (menzionato nel 1194)
- Leandro † (prima del 1200 - prima del 21 giugno 1221 deceduto)
- Anonimo † (menzionato nel 1222)[25]
- Giovanni V † (prima del 1227 - circa maggio 1264 deceduto)
- Crescenzio II, O.P. † (5 luglio 1264 - 1282)
  - Giacomo Tomasi Caetani, O.Min. † (1283 - 1290 dimesso) (amministratore apostolico)[26]
- Leonardo Patrasso † (16 settembre 1290 - 24 marzo 1295 nominato vescovo di Jesi)
- Rinaldo † (2 gennaio 1296 - 1297 deceduto)
- Leonardo, O.Cist. † (21 febbraio 1298 - gennaio 1299 deceduto)
- Niccolò † (21 gennaio 1299 - ? deceduto)
- Paolo Rainaldi † (31 dicembre 1316 - ? deceduto)
- Andrea ? † (circa 1344 - dopo aprile 1362)[27]
- Francesco de Meduli † (24 maggio 1363 - dopo aprile 1382)
- Giovanni VI † (menzionato nel 1381 ?)
- Cristoforo da Fumone † (18 dicembre 1387 - 1406 deceduto)
- Giovanni VII † (28 luglio 1406 - ?)
  - Bartolomeo † (13 gennaio 1406 - dopo il 1409) (antivescovo)
- Giovanni Angelo † (1428 - 1457 deceduto)
- Tuccio Antonio † (28 gennaio 1457 - circa 1477[28] deceduto)
- Giovanni Rossi † (14 gennaio 1478 - 1493 deceduto)
- Giacomo de Silvestri † (15 aprile 1493 - 1516 deceduto)
- Graziano Santucci, O.S.A. † (11 novembre 1516 - dopo marzo 1517)[29]
  - Cristoforo Numai, O.F.M. † (1517 - 23 marzo 1528 deceduto) (amministratore apostolico)
- Filippo Lodovico Ercolani † (20 aprile 1528 - 1530 dimesso)
  - Antonio Maria Ciocchi del Monte † (4 febbraio 1530 - 1º luglio 1530 dimesso) (amministratore apostolico)
- Filippo Lodovico Ercolani † (1º luglio 1530 - 10 maggio 1535 dimesso) (per la seconda volta)
  - Agostino Spinola † (10 maggio 1535 - 18 ottobre 1537 deceduto) (amministratore apostolico)
- Bernardino Visconti † (29 ottobre 1537 - 1540 deceduto)
- Valerio Tartarini † (20 febbraio 1540 - 1545 deceduto)
- Zaccaria Rondani † (3 luglio 1545 - 1547 deceduto)
- Camillo Perusco † (22 aprile 1547 - 1573 deceduto)
- Stefano Bonucci, O.S.M. † (23 gennaio 1573 - 1º ottobre 1574 nominato vescovo di Arezzo)
- Pietro Franchi † (22 ottobre 1574 - 1583 deceduto)
- Ignazio Danti, O.P. † (14 novembre 1583 - 10 ottobre 1586 deceduto)
- Bonaventura Furlano, O.F.M. † (5 novembre 1586 - dicembre 1597 deceduto)
- Luca Antonio Gigli † (dicembre 1597 succeduto - 1620 deceduto)
- Francesco Campanari † (16 novembre 1620 - 1632 deceduto)
- Alessandro Vittrici † (20 settembre 1632 - 1648 dimesso)
- Michelangelo Brancavalerio † (4 maggio 1648 - 25 marzo 1683 deceduto)
- Stefano Ghirardelli † (14 giugno 1683 - febbraio 1708 deceduto)
- Giuseppe Guerra † (14 maggio 1708 - 30 marzo 1729 deceduto)
- Ludovico Savageri, C.R.S. † (30 marzo 1729 succeduto - 13 gennaio 1744 dimesso)
- Giovanni Francesco Cavallini † (16 marzo 1744 - 6 febbraio 1764 deceduto)
- Nicola Gagliardi † (11 maggio 1764 - 30 giugno 1777 deceduto)
- Pietro Stefano Speranza † (28 luglio 1777 - 26 giugno 1802 deceduto)
- Giuseppe Della Casa † (20 settembre 1802 - 31 marzo 1818 deceduto)
- Francesco Saverio Domeniconi † (25 maggio 1818 - 16 febbraio 1835 deceduto)
- Valentino Armellini † (6 aprile 1835 - 17 dicembre 1841 deceduto)
- Adriano Giampedi † (24 gennaio 1842 - 11 ottobre 1850 deceduto)
- Raffaele Bocci † (17 febbraio 1851 - 27 gennaio 1855 deceduto)
- Gaetano Rodilossi † (23 marzo 1855 - 16 dicembre 1878 deceduto)
- Pietro Saulini † (28 febbraio 1879 - 26 maggio 1887 deceduto)
- Francesco Giordani † (25 novembre 1887 - 13 dicembre 1902 deceduto)
- Benedetto Spila, O.F.M. † (24 aprile 1903 - 29 aprile 1909 dimesso[30])
- Americo Bevilacqua † (29 aprile 1909 - 22 gennaio 1915 dimesso[31])
- Michele Izzi † (1º luglio 1915 - 31 dicembre 1917 deceduto)
- Antonio Torrini † (23 dicembre 1918 - 15 giugno 1928 nominato arcivescovo di Lucca)
- Mario Toccabelli † (16 settembre 1930 - 1º aprile 1935 nominato arcivescovo di Siena)
- Edoardo Facchini † (5 maggio 1935 - 21 ottobre 1962 deceduto)
- Vittorio Ottaviani † (19 dicembre 1962 - 10 novembre 1973 nominato vescovo dei Marsi)
- Umberto Florenzani † (21 dicembre 1973 - 30 settembre 1986 nominato vescovo di Anagni-Alatri)

### Vescovi di Anagni
- Felice † (prima del 487 - dopo il 495 ?)[16]
- Fortunato † (prima del 495 ? - dopo il 502)[16][32]
- Pelagio † (menzionato nel 595)[16]
- Opportuno † (menzionato nel 649)
- Maurizio † (menzionato nel 680)
- Gregorio † (menzionato nel 721)
- Cesario † (menzionato nel 743)
- Costantino † (prima del 757 - dopo il 761)
- Nirgozio † (menzionato nel 769)
- Romualdo † (menzionato nell'826)
- Sebastiano † (menzionato nell'847)
- Niccolò I † (menzionato nell'853)
- Zaccaria † (prima dell'860 - 863 deposto)
- Albino o Alboino † (863 - dopo l'869 deceduto)
- Zaccaria † (circa 872 - dopo l'877 deceduto) (per la seconda volta)
- Stefano † (circa 883 - prima dell'11 giugno 896[33] eletto papa con il nome di Stefano VI)
- Giovanni I † (prima del 963 - dopo il 969)[34]
- Giovanni II † (prima del 993 - dopo il 997)
- Luitardo o Litardo † (menzionato nel 999/1003)[35]
- Trasmondo † (menzionato nel 1008)[34]
- Benedetto † (prima del 1015 - dopo il 1028)[36]
- Rumaldo (o Romualdo o Grimando) † (metà circa dell'XI secolo)
- Bernardo ? † (menzionato nel 1061)[37]
- San Pietro I † (1062 - 5 agosto 1105 deceduto)
- Ottone di Bamberga † (1106 - 1112)
- Pietro II †
- Oiolino †[38]
- Raone † (menzionato nel 1133)
- Lotario o Eleuterio † (prima del 1154 - dopo il 1155)
- Nuclerio † (menzionato nel 1161)[39]
- Asaele † (menzionato nel 1179)
- Giovanni III † (prima del 1180 - dopo il 1185)
- Giovanni IV † (1196 - prima del 9 dicembre 1220 deceduto)
- Giovanni V † (1221 - circa 1224 deceduto)[40]
- Alberto † (1224 - 1237 deceduto)
- Pandolfo † (prima di giugno 1237 - dopo agosto 1255 deceduto)
- Niccolò II † (menzionato nel 1257)
- Giovanni Compatre † (menzionato il 22 aprile 1257)[41]
- Landolfo (o Lando) † (21 ottobre 1262 - dopo il 1272 deceduto)
- Pietro Caetani † (16 gennaio 1276 - dopo il 1280 deceduto)[42]
- Gerardo † (prima di maggio 1289 - 4 marzo 1290 nominato vescovo di Spoleto)
- Pietro IV, O.Cist. † (15 maggio 1290 - 1295 deceduto)
- Pietro di Torrita † (20 settembre 1295 - 3 agosto 1299 nominato vescovo di Aversa)
- Leonardo † (3 agosto 1299 - ? deceduto)
- Pietro Ferri † (7 aprile 1320 - 20 marzo 1327 nominato vescovo dei Marsi)
- Alemanno † (20 marzo 1327 - 1330 deceduto)
- Giovanni Pagnotta, O.E.S.A. † (5 novembre 1330 - 1341 deceduto)[43]
- Giovanni de Scrofanis † (19 luglio 1342 - 1348 deceduto)
- Pietro de Grassinis, O.P. † (5 novembre 1348 - 1363 deceduto)
- Gian Giacomo de Medulis † (30 ottobre 1363 - circa 1382 deposto)
- Tommaso Morganti † (prima del 1382 - 1398 deposto)
- Giovanni Zancati, O.E.S.A. † (? - 1399 deposto)
- Giacomo di Trevi † (8 luglio 1399 - 14 dicembre 1401 nominato vescovo titolare di Calcedonia)[44][45]
- Angelo degli Afflitti † (14 dicembre 1401 - 1418 deceduto)
- Angelotto Fosco † (4 febbraio 1418 - 22 maggio 1426 nominato vescovo di Cava de' Tirreni)
  - Oddone Vari † (prima del 26 agosto 1426 - 1429) (amministratore apostolico)
- Francesco da Genazzano † (28 gennaio 1429 - 1451 dimesso)
- Salvato da Genazzano † (14 aprile 1451 - agosto 1478 deceduto)[46]
- Giovanni Cremonesi † (14 agosto 1478 - ? deceduto)
- Gentile da Spoleto † (9 settembre 1478 - circa 1484 deceduto)
- Francesco Macabrini (o Mascambruni) † (13 ottobre 1484 - ?)
- Ferdinando di Lanciano † (11 maggio 1502 - 1515 deceduto)
- Jacopo Bongalli † (16 dicembre 1515 - 5 novembre 1516 nominato vescovo di Nepi e Sutri)
  - Francesco Soderini † (5 novembre 1516 - 4 marzo 1523 dimesso) (amministratore apostolico)
- Luca Giovannini † (4 marzo 1523 - 1525 dimesso)
  - Alessandro Farnese † (3 aprile 1525 - 7 giugno 1525 dimesso) (amministratore apostolico)
- Corrado Monaldeschi della Cervara † (7 giugno 1525 - 1534 dimesso)
  - Gianvincenzo Carafa † (16 dicembre 1534 - 26 gennaio 1541 dimesso) (amministratore apostolico)
  - Pedro Gómez Sarmiento de Villandrando † (28 gennaio 1541 - 6 aprile 1541 dimesso) (amministratore apostolico)
- Michele Torelli † (6 aprile 1541 - 7 marzo 1572 deceduto)[47]
- Benedetto Lomellini † (17 marzo 1572 - 24 luglio 1579 deceduto)
- Gaspare Viviani † (3 agosto 1579 - 25 gennaio 1605 deceduto)
- Vittorio Guarini † (4 luglio 1605 - 1607 deceduto)
- Antonio Seneca † (25 giugno 1607 - 29 agosto 1626 deceduto)
- Gian Gaspare Melis † (16 settembre 1626 - gennaio 1642 deceduto)
- Sebastiano Gentili † (24 marzo 1642 - 3 dicembre 1646 dimesso)
- Pier Francesco Filonardi † (3 dicembre 1646 - 1662 deceduto)
- Gian Lorenzo Castiglioni † (13 marzo 1662 - 9 dicembre 1680 nominato vescovo di Acquapendente)
- Bernardino Masseri † (23 giugno 1681 - agosto 1695 deceduto)
- Pietro Paolo Gerardi † (21 maggio 1696 - 31 maggio 1708 deceduto)
- Giovanni Battista Bassi † (3 ottobre 1708 - 19 dicembre 1736 deceduto)
- Gian Antonio Bachettoni † (11 febbraio 1737 - 1º dicembre 1749 nominato vescovo di Recanati e Loreto)
- Domenico Monti † (19 gennaio 1750 - 14 aprile 1766 nominato arcivescovo di Urbino)
- Giovanni Battista Filipponi Tenderini † (14 aprile 1766 - 11 settembre 1778 dimesso)
- Cirillo Antonini † (28 settembre 1778 - 20 gennaio 1789 deceduto)
- Giovanni Devoti † (30 marzo 1789 - 26 marzo 1804 dimesso)
- Gioacchino Tosi † (26 marzo 1804 - 21 marzo 1815 dimesso)
  - Sede vacante (1815-1838)[48]
- Vincenzo Annovazzi † (15 febbraio 1838 - 12 settembre 1846 dimesso)
- Pietro Paolo Trucchi, C.M. † (21 settembre 1846 - 21 dicembre 1857 nominato vescovo di Forlì)
- Clemente Pagliaro † (21 dicembre 1857 - 9 marzo 1875 deceduto)
- Domenico Pietromarchi † (31 marzo 1875 - 7 febbraio 1894 deceduto)
- Antonino Sardi † (18 maggio 1894 - 8 luglio 1912 dimesso[49])
- Silvio Gasperini † (2 dicembre 1912 - 24 ottobre 1923 deceduto)
- Luigi Mazzini † (9 novembre 1923 - 24 giugno 1926 dimesso[50])
- Gaudenzio Manuelli † (8 luglio 1927 - 18 febbraio 1931 nominato arcivescovo dell'Aquila)
- Attilio Adinolfi † (5 maggio 1931 - 1º settembre 1945 deceduto)
- Giovanni Battista Piasentini, C.S.Ch. † (18 febbraio 1946 - 31 gennaio 1952 nominato vescovo di Chioggia)
- Enrico Romolo Compagnone, O.C.D. † (10 marzo 1953 - 9 marzo 1972 nominato vescovo di Terracina-Latina, Priverno e Sezze)
- Vittorio Ottaviani † (30 novembre 1972 - 10 novembre 1973 nominato vescovo dei Marsi)
- Umberto Florenzani † (21 dicembre 1973 - 30 settembre 1986 nominato vescovo di Anagni-Alatri)

### Vescovi di Anagni-Alatri
- Umberto Florenzani † (30 settembre 1986 - 23 febbraio 1987 deceduto)
- Luigi Belloli † (7 dicembre 1987 - 6 marzo 1999 ritirato)
- Francesco Lambiasi (6 marzo 1999 - 28 giugno 2002 dimesso)
- Lorenzo Loppa (28 giugno 2002 - 10 novembre 2022 ritirato)
- Ambrogio Spreafico (10 novembre 2022 - 1º luglio 2025 ritirato)
- Santo Marcianò, dal 1º luglio 2025

## Statistiche
La diocesi nel 2023 su una popolazione di 91.204 persone contava 88.900 battezzati, corrispondenti al 97,5% del totale.
| anno                     | popolazione | popolazione | popolazione | presbiteri | presbiteri | presbiteri | presbiteri                | diaconi | religiosi | religiosi | parrocchie |
| anno                     | battezzati  | totale      | %           | numero     | secolari   | regolari   | battezzati per presbitero | diaconi | uomini    | donne     | parrocchie |
| ------------------------ | ----------- | ----------- | ----------- | ---------- | ---------- | ---------- | ------------------------- | ------- | --------- | --------- | ---------- |
| diocesi di Anagni        |             |             |             |            |            |            |                           |         |           |           |            |
| 1959                     | 41.300      | 41.302      | 100,0       | 95         | 36         | 59         | 434                       |         | 60        | 253       | 29         |
| 1970                     | 42.666      | 42.666      | 100,0       | 91         | 34         | 57         | 468                       |         | 62        | 200       | 32         |
| 1980                     | 48.480      | 48.500      | 100,0       | 63         | 29         | 34         | 769                       |         | 39        | 200       | 34         |
| diocesi di Alatri        |             |             |             |            |            |            |                           |         |           |           |            |
| 1950                     | 30.000      | 30.000      | 100,0       | 67         | 35         | 32         | 447                       |         | 32        | 100       | 16         |
| 1959                     | 38.950      | 39.000      | 99,9        | 51         | 26         | 25         | 763                       |         | 74        | 110       | 16         |
| 1970                     | 31.260      | 31.291      | 99,9        | 48         | 26         | 22         | 651                       |         | 25        | 112       | 22         |
| 1980                     | 31.153      | 31.153      | 100,0       | 41         | 27         | 14         | 759                       |         | 16        | 50        | 22         |
| diocesi di Anagni-Alatri |             |             |             |            |            |            |                           |         |           |           |            |
| 1990                     | 81.500      | 81.809      | 99,6        | 93         | 57         | 36         | 876                       |         | 38        | 310       | 53         |
| 1997                     | 83.000      | 84.969      | 97,7        | 68         | 44         | 24         | 1.220                     |         | 31        | 270       | 53         |
| 2000                     | 83.500      | 84.000      | 99,4        | 70         | 45         | 25         | 1.192                     |         | 27        | 270       | 54         |
| 2001                     | 83.500      | 84.000      | 99,4        | 72         | 45         | 27         | 1.159                     |         | 29        | 270       | 54         |
| 2003                     | 85.200      | 86.000      | 99,1        | 71         | 43         | 28         | 1.200                     | 2       | 31        | 220       | 56         |
| 2004                     | 85.200      | 86.000      | 99,1        | 72         | 44         | 28         | 1.183                     | 1       | 30        | 220       | 56         |
| 2006                     | 85.250      | 86.200      | 98,9        | 74         | 45         | 29         | 1.152                     | 1       | 30        | 210       | 56         |
| 2012                     | 89.500      | 92.390      | 96,9        | 63         | 41         | 22         | 1.420                     | 2       | 24        | 213       | 56         |
| 2015                     | 89.400      | 92.050      | 97,1        | 66         | 41         | 25         | 1.354                     | 2       | 28        | 210       | 56         |
| 2018                     | 88.508      | 90.908      | 97,4        | 57         | 35         | 22         | 1.552                     | 3       | 26        | 206       | 56         |
| 2020                     | 85.003      | 87.322      | 97,3        | 49         | 35         | 14         | 1.734                     | 4       | 17        | 165       | 56         |
| 2022                     | 89.108      | 91.583      | 97,3        | 48         | 35         | 13         | 1.856                     | 4       | 14        | 146       | 56         |
| 2023                     | 88.900      | 91.204      | 97,5        | 45         | 34         | 11         | 1.975                     | 5       | 13        | 140       | 56         |

### Per la sede di Anagni
- La diocesi di Anagni, su beweb.chiesacattolica.it.
- (LA) Ferdinando Ughelli, Italia sacra, vol. I, seconda edizione, Venezia, 1717,  coll. 305-323.
- Giuseppe Cappelletti, Le Chiese d'Italia dalla loro origine sino ai nostri giorni, vol. VI, Venezia, 1847,  pp. 271–385.
- (LA) Paul Fridolin Kehr, Italia Pontificia, vol. II, Berolini, 1907,  pp. 135–145.
- (DE) Gerhard Schwartz, Die Besetzung der Bistümer Reichsitaliens unter den sächsischen und salischen Kaisern : Mit den Listen der Bischöfe, 951-1122, Leipzig-Berlin, 1913,  pp. 268–269.
- Francesco Lanzoni, Le diocesi d'Italia dalle origini al principio del secolo VII (an. 604), vol. I, Faenza, 1927,  pp. 166–167.
- (LA) Pius Bonifacius Gams, Series episcoporum Ecclesiae Catholicae, Graz, 1957,  pp. 663–664.
- (LA)  Konrad Eubel, Hierarchia Catholica Medii Aevi, vol. 1, pp. 86–87; vol. 2, pp. XIII e 87; vol. 3, p. 107; vol. 4, p. 82; vol. 5, p. 83; vol. 6, p. 81.

### Per la sede di Alatri
- La diocesi di Alatri, su beweb.chiesacattolica.it.
- (EN) David Cheney, Diocesi di Alatri, su Catholic-Hierarchy.org.
- (EN) Diocesi di Alatri, su GCatholic.org.
- (LA) Ferdinando Ughelli, Italia sacra, vol. I, seconda edizione, Venezia, 1717,  coll. 288-294.
- Giuseppe Cappelletti, Le Chiese d'Italia dalla loro origine sino ai nostri giorni, vol. VI, Venezia, 1847,  pp. 433–465.
- (LA) Paul Fridolin Kehr, Italia Pontificia, vol. II, Berolini, 1907,  pp. 148–154.
- (DE) Gerhard Schwartz, Die besetzung der bistümer Reichsitaliens unter den sächsischen und salischen kaisern : mit den listen der bischöfe, 951-1122, Leipzig-Berlin, 1913,  pp. 267–268.
- Francesco Lanzoni, Le diocesi d'Italia dalle origini al principio del secolo VII (an. 604), vol. I, Faenza, 1927,  p. 169.
- (LA) Pius Bonifacius Gams, Series episcoporum Ecclesiae Catholicae, Graz, 1957,  pp. 660–661.
- (LA)  Konrad Eubel, Hierarchia Catholica Medii Aevi, vol. 1, pp. 79–80; vol. 2, pp. XII e 84; vol. 3, p. 99; vol. 4, p. 74; vol. 5, p. 74; vol. 6, pp. 71–72.